# 勝竜寺城の戦い
勝竜寺城の戦い (しょうりゅうじじょうのたたかい) とは戦国時代に山城国勝竜寺城（現京都府長岡京市勝竜寺付近）において織田信長と三好三人衆の間で行われた戦いである。

## 発生経緯
永禄8年（1565年）、室町幕府第13代将軍足利義輝は三好三人衆、松永久秀と対立し、永禄の変において二条御所で横死した。これを受けて義輝の弟義昭は当時、門跡となっていた一乗院を脱し、朝倉義景らを経て織田信長を頼ることになった。永禄11年（1568年）秋、信長はこの義昭を奉じて上洛を開始し、観音寺城の戦いで三好三人衆に与した六角氏を退け、京都に迫った。
一方、三好三人衆は松永久秀と対立を深めており、統制された行動が出来ない状況にあり、信長はさしたる抵抗もないまま、9月26日に入京し、陣を東山の東福寺に置くと、9月28日には山城国南部から摂津国に至る諸城に拠る三好三人衆の軍勢を討とうと出陣した。この際、三好三人衆の一人、岩成友通は京都の南の勝竜寺城に拠っており、これに対して信長が勝竜寺城に攻撃した結果、本戦闘が発生した。

## 戦闘経過
信長は出陣するにあたり、尾張衆の柴田勝家、森可成、坂井政尚、美濃衆の蜂屋頼隆に先陣を命じており、この4人が9月28日に勝竜寺城に攻めかかった。岩成友通も足軽隊を出し、城外でこれに応戦したものの敗れており、柴田らは首級50を挙げている。この際、信長はまだ出陣しておらず、柴田らが挙げた首級は東福寺まで送られて実検されている。
翌9月29日、岩成は篭城していたが、柴田らが攻城を開始したため、支えきれずに開城した。なお、岩成友通は翌年の本圀寺の変では三好勢の一手として出陣しており、天正元年（1573年）まで信長と戦い続けていることから、この時は織田氏には降らず摂津国に落ちたものと考えられる。

## 戦闘の影響
勝竜寺城が落ちたことで、織田勢は京街道を西進することが可能となり、信長は東福寺から山崎にまで進出している。また、この戦闘の後、織田勢は京街道を西進し、芥川城の戦いが発生している。